# Солотново
Солотново — деревня в Никольском районе Вологодской области.
Входит в состав Байдаровского сельского поселения, с точки зрения административно-территориального деления — в Байдаровский сельсовет.
Расстояние по автодороге до районного центра Никольска — 23 км, до центра муниципального образования Байдарово — 3 км. Ближайшие населённые пункты — Большой Двор, Ковырцево, Байдарово.
По переписи 2002 года население — 78 человек (30 мужчин, 48 женщин). Всё население — русские.